# Plotka (film 2001)
Plotka (fr. Le Placard) – francuska komedia z 2001 roku w reżyserii Francisa Vebera, który był także twórcą scenariusza. Zdjęcia kręcono w Paryżu i w Suresnes (departament Hauts-de-Seine).

## Fabuła
François Pignon wiedzie nieskomplikowany tryb życia. Jego największym problemem jest bycie straszliwym nudziarzem. Pignon jest tak nudny, że opuszcza go ukochana żona, zaś apatyczny siedemnastoletni syn starannie go unika. Jedyną pociechą Pignona jest posada księgowego w fabryce prezerwatyw. Jednak nawet tu mu się nie układa - Pignon przypadkowo dowiaduje się, że zostanie zwolniony, ponieważ pracodawcy też się nim już zmęczyli. Pignon jest gotów na wszystko byleby nie stracić pracy. Jego sąsiad Belone, emerytowany psycholog zakładowy, podsuwa mu rozwiązanie, dzięki któremu ma wszystko wrócić do normy: Pignon rozpuści plotkę, że jest gejem i postawi całą firmę w stan gotowości.

## Role główne
- Daniel Auteuil jako François Pignon
- Gérard Depardieu jako Félix Santini
- Michel Aumont jako Jean-Pierre Belone
- Michèle Laroque jako Miss Bertrand
- Thierry Lhermitte jako Guillaume
- Jean Rochefort jako Kopel
- Alexandra Vandernoot jako Christine